# Talsperre Río Hondo
Die Talsperre Río Hondo (spanisch Represa Río Hondo bzw. Dique Río Hondo) ist eine Talsperre mit Wasserkraftwerk in der Provinz Santiago del Estero, Argentinien. Sie staut den Río Dulce zu einem Stausee auf. Die Talsperre und das zugehörige Wasserkraftwerk werden auch als Wasserkraftwerkskomplex Río Hondo (span. Complejo hidroeléctrico Río Hondo) bezeichnet. Die Stadt Termas de Río Hondo liegt rund 2 km nordöstlich der Talsperre.
Die Talsperre dient der Bewässerung, der Trinkwasserversorgung und der Stromerzeugung. Mit ihrem Bau wurde 1958 begonnen. Sie wurde im September 1967 fertiggestellt. Die Talsperre und das Wasserkraftwerk sind in Staatsbesitz (Secretaría de Energía de la Nación). Die Konzession für den Betrieb wurde der Hidroeléctrica Río Hondo S.A. am 29. Dezember 1994 übertragen.

## Absperrbauwerk
Das Absperrbauwerk besteht aus einer Gewichtsstaumauer aus Beton in der Mitte sowie Schüttdämmen, die sich an beiden Seiten anschließen. Die Höhe der Gewichtsstaumauer beträgt 29 m über dem Flussbett (maximale Höhe 39,5 m über der Gründungssohle); ihre Länge beträgt 206 m. Die Mauerkrone liegt auf einer Höhe von 277,37 (bzw. 278,5) m über dem Meeresspiegel. Die Gesamtlänge des Bauwerks beträgt 4347 m. Die Breite der Dämme beträgt 216 m an der Basis und 10 m an der Krone. Für das Absperrbauwerk wurden 130.000 m³ Beton und 8,252 Mio. m³ Schüttmaterial verwendet.
Die Staumauer verfügt sowohl über eine Hochwasserentlastung als auch über einen Grundablass. Über die Hochwasserentlastung können maximal 1525 m³/s abgeleitet werden, über den Grundablass maximal 137,3 m³/s.

## Stausee
Das normale Stauziel liegt zwischen 267,7 und 272 m. Bei einem Stauziel von 272 m erstreckt sich der Stausee über eine Fläche von rund 20,65 km² und fasst 0,96 Mrd. m³ Wasser. Bei einem Stauziel von 274 m erstreckt sich der Stausee über eine Fläche von rund 29,67 km² und fasst 1,74 Mrd. m³ Wasser. Das maximale Stauziel beträgt 275 m.

## Kraftwerk
Das Kraftwerk wurde 1976 in Betrieb genommen. Das Maschinenhaus des Kraftwerks ist Teil der Gewichtsstaumauer. Die installierte Leistung beträgt 15,2 (bzw. 17, 17,5 oder 19) MW. Die durchschnittliche Jahreserzeugung wird mit 85 (bzw. 90, 93, oder 99) Mio. kWh angegeben. Die Jahreserzeugung schwankt: sie lag 2003 bei 105,5 Mio. kWh und 2006 bei 142 Mio. kWh.
Es sind zwei Turbinen installiert; eine leistet maximal 8 MW, die andere 9,5 MW. Die Nenndrehzahl der Turbinen beträgt 250 min−1. Die Fallhöhe liegt zwischen 14 und 24 m. Der Durchfluss liegt zwischen 15 und 44 m³/s.